# Gloria Macapagal-Arroyo
Gloria Macapagal-Arroyo (San Juan, Filipini, 5. travnja 1947.), filipinska političarka, 14. predsjednica Filipina, na vlasti od 20. siječnja 2001. do 30. lipnja 2010. godine.

## Životopis
Rodila se kao Maria Gloria Macaraeng Macapagal 1947. godine. Otac Diosdado i majka Evangelina su pokojni, ali su bili veoma važni politički subjekt na Filipinima. Mjesto njenog rođenja je San Juan, provincija Rizal. Živjela je na raznim mjestima, a do 11. godine živjela je s bakom po majci. 
Kad je imala 14 godina, otac Diosdado izabran je na položaj predsjednika. Obitelj se preselila u predsjedničku palaču u Manili.
Ima starijeg brata i sestru, koji potječu iz očevog prvog braka. Pohađala je osnovnu i srednju školu, gdje je maturirala kao najbolja. Nakon toga otišla je na studij ekonomije u inozemstvo gdje joj je jedan od kolega bio Bill Clinton.
Nastavila obrazovanje, konačno 1985. godine postavši doktor ekonomskih znanosti. U politiku je ušla 1992. godine, natječući se za mjesto senatora. Kasnije je postala prva žena potpredsjednica Filipina. Kad se 1998. godine na vlast popeo autokrat i kleptokrat Joseph Estrada, ona je jedno vrijeme bila u njegovoj vladi, ali se kasnije od njega distancirala.
Ogorčeni i nezadovoljni njegovom vlašću, prosvjednici su poveli revoluciju poznatu kao EDSA II. U EDSI I srušen je Ferdinand Marcos. Nakon četiri dana, 20. siječnja 2001. godine, Gloria je prisegnula kao predsjednica Filipina. Sve zapadne zemlje su putem diplomacije priznale njen legitiman izbor.
Vlada demokratski, iako je imala problema s pobunom vojnika i optužbama na račun supruga, koje nikad nisu dokazane.
Pobijedila je i na izborima 2004. godine.
Godine 2010. podnijela je ostavku na mjesto predsjednice države i novi predsjednik postao je Benigno Aquino III.

## Privatni život
Godine 1968. Gloria se udala za Josea Miguela Arroya s kojim ima troje djece. Po vjeri je rimokatolikinja.

## Vanjske poveznice
|  | Zajednički poslužitelj ima stranicu o temi Gloria Macapagal-Arroyo |